# 프랑크 샤퍼
프랑크 샤퍼(독일어: Frank Schaffer, 1958년 10월 23일 ~ )는 400m에서 전문적인 전 동독의 육상 선수이다.
아이젠휘텐슈타트에서 태어난 샤퍼는 1980년 모스크바 올림픽에서 일생의 최고 전력 44.87초와 함께 400m 동메달을 획득하였다.
또한 1600m 릴레이에서 은메달을 따는 데 클라우스 틸레, 안드레아스 크네벨, 폴커 벡과 팀을 이루었다.
그의 개인 전력 44.87초는 독일의 400m 단거리달리기 선수들 중에 토마스 쇤레베, 에르빈 스캄랄, 잉고 슐츠, 카를 혼츠, 하르트무트 베버, 마티아스 셰르징, 옌스 카를로비츠에 밀려 8위에 들어와있다.
1984년 육상에서 은퇴하였다.